# Defibrotide
Il defibrotide è costituito da polidesossiribonucleotidi estratti dal tessuto polmonare dei bovini. 
Il defibrotide presenta un'azione antitrombotica e fibrinolitica.

## Meccanismo d'azione
Il defibrotide agirebbe promuovendo la liberazione di attivatore del plasminogeno (t-PA) e prostacicline dal tessuto vascolare e riducendo la concentrazione ematica degli inibitori della plasmina (a2-antiplasmina e a1-antitripsina).

Secondo alcuni autori il defibrotide, essendo in grado di legarsi a una serie di proteine, enzimi e fattori di crescita, potrebbe avere un'attività per certi aspetti simile a quella della eparina. Secondo altri il meccanismo d'azione comprenderebbe anche l'induzione alla produzione di prostacicline.

## Farmacocinetica
Quando viene somministrato per via endovenosa al dosaggio di 0,5-4-16 mg/kg i picchi plasmatici conseguenti sono pari rispettivamente a 12,8-71,4-131,5 µg/ml.

L'emivita di eliminazione è dose-dipendente: circa 10 minuti dopo somministrazione di piccole dosi che aumentano a circa 30 minuti dopo somministrazione di dosi più elevate.
La perfusione lenta di 600 mg di defibrotide alla velocità di 100 mg/ora, preceduta dalla somministrazione di 200 mg di farmaco endovena in bolo, raggiunge lo steady-state (25-30 µg/ml) a partire dalla seconda ora.

## Indicazioni terapeutiche
Il farmaco è impiegato nella pratica medica per la profilassi delle trombosi venose profonde e nella terapia delle tromboflebiti.

## Tossicologia
I valori della DL50, nel topo e nel ratto, sono: per os > 4000 mg/kg; per via endovenosa > 569 mg/kg; per via intraperitoneale > 2278 mg/kg.

## Controindicazioni
Il defibrotide è controindicato in caso di ipersensibilità nota.
La somministrazione endovenosa deve essere effettuata lentamente, meglio se per infusione, eventualmente con pompa. Qualora l'infusione fosse troppo rapida, si potrebbero verificare flushing o sensazione di calore diffuso.

## Effetti collaterali
Tra gli effetti più frequenti si segnalano vertigini, nausea, vomito, diarrea.
Come già accennato in precedenza durante l'infusione possono verificarsi reazioni vasomotorie (rash, flushing, cefalea, ipotensione) e sono state segnalate anche reazioni allergiche.

## Dosi terapeutiche
Il farmaco è commercializzato in fiale da 200 mg ed in capsule da 400 mg.
Nella profilassi delle trombosi venose profonde, il defibrotide si somministra per via endovenosa in dosi quotidiane di 800 mg per 7-8 giorni consecutivi a partire dal giorno precedente l'intervento chirurgico.

Nel trattamento delle tromboflebiti si somministrano, nella fase d'attacco, 600–800 mg al giorno per via endovenosa o intramuscolare.

Successivamente il dosaggio consigliato è di 200 mg al giorno per via endovenosa o 400 mg al giorno per via intramuscolare.

## Avvertenze
L'associazione con anticoagulanti o antiaggreganti va effettuata con cautela.